# Liste der Ministerien und Behörden Australiens
Dies ist eine Liste der australischen Ministerien, Behörden, Agenturen und Kommissionen.
Die neue australische Regierung der Australian Labor Party, geführt von der Premierministerin Julia Gillard, wurde durch den Governor-General of Australia am 24. Juni 2010 vereidigt. Die neue Regierung wechselte die bisherigen politischen Strukturen und die Geschäftsbereiche.

## Alle Ministerien seit September 2010
Diese Liste basiert auf administrativen Anweisungen vom 14. September 2010. Die Ministerien sind:
- The Attorney General’s Department
- The Department of Agriculture, Fisheries and Forestry
  - 2020 aufgegangen im Department of Agriculture, Water and the Environment
- The Department of Broadband, Communications and the Digital Economy
  - 2020 aufgegangen im Department of Infrastructure, Transport, Regional Development and Communications
- The Department of Climate Change and Energy Efficiency
- The Department of Defence
- The Department of Education, Employment and Workplace Relations
- The Department of Families, Housing, Community Services and Indigenous Affairs
- The Department of Finance and Deregulation
- The Department of Foreign Affairs and Trade
- The Department of Health and Ageing
- The Department of Human Services
- The Department of Immigration and Citizenship
- The Department of Infrastructure and Transport
  - 2020 aufgegangen im Department of Infrastructure, Transport, Regional Development and Communications
- The Department of Innovation, Industry, Science and Research
- The Department of the Prime Minister and Cabinet
- The Department of Regional Australia, Regional Development and Local Government
- The Department of Resources, Energy and Tourism
- The Department of Sustainability, Environment, Water, Population and Communities
  - 2020 aufgegangen im Department of Agriculture, Water and the Environment
- The Department of the Treasury
- The Department of Veterans' Affairs

## Departments of Agriculture, Fisheries and Forestry

### Minister
- Minister for Agriculture, Fisheries and Forestry
- Parliamentary Secretary for Agriculture, Fisheries and Forestry

### Ministerium
- Department of Agriculture, Fisheries and Forestry
  - Australian Bureau of Agricultural and Resource Economics
  - Australian Quarantine and Inspection Service (AQIS)
  - Biosecurity Australia
  - Bureau of Rural Sciences

### Weitere Geschäftsbereiche
- Australian Egg Corporation
- Australian Fisheries Management Authority
- Australian Landcare Council
- Australian Livestock Export Corporation Limited
- Australian Pesticides and Veterinary Medicines Authority (formerly National Registration Authority for Agricultural and Veterinary Chemicals)
- Australian Pork Limited
- Australian Wine and Brandy Corporation
- Australian Wool Innovation Limited
- Cotton Research and Development Corporation
- Dairy Adjustment Authority
- Dairy Australia
- Fisheries Research and Development Corporation
- Forest and Wood Products Research and Development Corporation
- Grains Research and Development Corporation
- Grape and Wine Research and Development Corporation
- Horticulture Australia Limited
- Land & Water Australia
- Meat and Livestock Australia
- Murray-Darling Basin Commission
- Murray-Darling Basin Ministerial Council
- National Consultative Committee on Animal Welfare
- National Land and Water Resources Audit
- National Rural Advisory Council
- Natural Resource Management Ministerial Council
- Northern Territory Fisheries Joint Authority
- Plant Breeder's Rights Office
- Primary Industries Ministerial Council
- Quarantine and Exports Advisory Council
- Queensland Fisheries Joint Authority
- Rural Industries Research and Development Corporation
- Statutory Fishing Rights Allocation Review Panel
- Sugar Research and Development Corporation
- Torres Strait Protected Zone Joint Authority
- Western Australian Fisheries Joint Authority
- Wheat Export Authority

## Attorney-General’s Department

### Minister
- Attorney-General
- Minister for Home Affairs
- Minister for Justice
- Minister for Privacy and Freedom of Information

### Ministerium
- Attorney-General's Department

### Weitere Geschäftsbereiche
- Administrative Appeals Tribunal
- Administrative Review Council
- Australian Crime Commission
- Australian Customs Service
- Australian Federal Police
- Australian Government Solicitor
- Australian Human Rights Commission
- Australian Institute of Criminology
- Australian Law Reform Commission
- Australian Security Intelligence Organisation
- Australian Transaction Reports and Analysis Centre
- Border Protection Command
- Commonwealth Director of Public Prosecutions
- Copyright Tribunal
- Criminology Research Council
- CrimTrac
- Defence Force Discipline Appeal Tribunal
- Director of Public Prosecutions
- Family Law Council
- Federal Costs Advisory Committee
- Federal Police Disciplinary Tribunal
- Insolvency and Trustee Service, Australia
- International Legal Services Advisory Council
- Ministerial Council on the Administration of Justice
- National Alternative Dispute Resolution Advisory Council
- National Counter Terrorism Committee
- National Native Title Tribunal
- Office of Film and Literature Classification
  - Classification Board
  - Classification Review Board
- Office of Parliamentary Counsel
- Office of the Privacy Commissioner
- Standing Committee of Attorneys-General

## Department of Broadband, Communications and the Digital Economy

### Minister
- Minister Assisting the Prime Minister on Digital Productivity
- Minister for Broadband, Communications and the Digital Economy

### Ministerium
- Broadband, Communications and the Digital Economy

### Weiter Geschäftsbereiche
- Australian Broadcasting Corporation
- Australian Communications and Media Authority
- Australian Postal Corporation
- NBN Co Limited
- Special Broadcasting Service (SBS)

## Department of Climate Change and Energy Efficiency

### Minister
- Minister for Climate Change and Energy Efficiency
- Parliamentary Secretary for Climate Change and Energy Efficiency

### Ministerium
- Department of Climate Change and Energy Efficiency

### Weitere Geschäftsbereiche
- Office of the Renewable Energy Regulator

## Department of Defence

### Ministers
- Minister of Defence
- Minister for Defence Science and Personnel
- Minister for Defence Materiel
- Minister for Veterans’ Affairs

### Ministerium
- Department of Defence
  - Australian Defence Force
    - Australian Army
    - Royal Australian Air Force
    - Royal Australian Navy

  - Defence Materiel Organisation
- Department of Veterans' Affairs
  - Defence Science and Technology Organisation
  - Intelligence and Security
    - Defence Imagery and Geospatial Organisation
    - Defence Intelligence Organisation
    - Defence Security Authority
    - Australian Signals Directorate

### Weitere Geschäftsbereiche
- Defence
  - Australian Defence Force Academy Consultative Council
  - Australian Defence Human Research Ethics Committee
  - Australian Maritime Defence Council
  - Australian Military Forces Relief Trust Fund
  - Australian Oceanographic Data Centre
  - Border Protection Command
  - Capability Development Advisory Forum
  - Commercial Support Consultative Forum
  - Contracting Consultative Forum
  - Defence Exporters Council
  - Defence Families of Australia
  - Defence Force Retirement and Death Benefits Authority
  - Defence Housing Authority
  - Defence Materiel Organisation
  - Defence Reserves Support Council
  - Frontline Defence Services
  - Military Superannuation and Benefits Board of Trustees No. 1
  - Office of Reserve Service Protection
  - RAAF Veterans' Residence Trust
  - RAAF Welfare Trust Fund
  - Royal Australian Navy Relief Trust Fund
- Veterans' Affairs
  - Australian War Memorial
  - Military Rehabilitation & Compensation Commission
  - Office of Australian War Graves
  - Repatriation Commission
  - Repatriation Medical Authority
  - Review of Service Delivery Arrangements
  - Specialist Medical Review Council
  - Veterans' Review Board
  - Vietnam Veterans Counselling Service

## Department of Education, Employment and Workplace Relations

### Minister
- Minister for Employment Participation and Childcare
- Minister for Indigenous Employment and Economic Development
- Minister for School Education, Early Childhood and Youth
- Minister for Tertiary Education, Skills, Jobs and Workplace Relations

### Ministerium
- Education, Employment and Workplace Relations

### Weitere Geschäftsbereiche
- Accreditation Decisions Review Committee
- Australian Curriculum, Assessment and Reporting Authority
- Australian Fair Pay Commission
- Australian Industrial Relations Commission and Australian Industrial Registry
- Australian Institute for Teaching and School Leadership Ltd (Teaching Australia)
- Australian Learning and Teaching Council
- Australian National University
- Business-Industry-Higher Education Collaboration Council
- Coal Mining Industry (Long Service Leave Funding) Corporation
- Comcare
- Defence Force Remuneration Tribunal
- Fair Work Ombudsman
- National Workplace Relations Consultative Council
- Office of Australian Building and Construction Commissioner
- Remuneration Tribunal Secretariat
- Safe Work Australia
- Safety, Rehabilitation and Compensation Commission
- Seafarers Safety, Rehabilitation and Compensation Authority (Seacare Authority)
- Workplace Authority
- Workplace Relations Ministers Council

## Department of Families, Housing, Community Services and Indigenous Affairs

### Minister
- Minister for Families, Housing, Community Services and Indigenous Affairs
- Minister for Housing
- Minister for Social Housing and Homelessness
- Minister for the Status of Women
- Parliamentary Secretary for Community Services
- Parliamentary Secretary for Disabilities and Carers

### Ministerium
- Families, Housing, Community Services and Indigenous Affairs

### Weitere Geschäftsbereiche
- Commonwealth, States, Territories and New Zealand Ministers' Conference on the Status of Women
- Community and Disability Services Ministers' Conference
- Community Services Ministers' Advisory Council
- Equal Opportunity for Women in the Workplace Agency
- Housing Ministers' Conference
- Ministerial Council on Gambling
- National Housing Supply Council
- Repatriation Reference Committee
- Social Security Appeals Tribunal

#### Aborigines
- Aboriginal Benefit Account Advisory Committee
- Aboriginal Hostels Limited
- Anindilyakawa Land Council
- Central Land Council
- Indigenous Business Australia
- Indigenous Land Corporation (ILC)
- Ministerial Council for Aboriginal and Torres Strait Islander Affairs
- Northern Land Council
- Office of Indigenous Policy Coordination (OIPC)
  - Indigenous Coordination Centres (ICC)
- Office of the Aboriginal Land Commissioner
- Office of the Registrar of Indigenous Corporations (ORIC)
- OIPC
  - Aboriginal and Torres Strait Islander Commission (ATSIC)
  - Aboriginal and Torres Strait Islander Services (ATSIS)
- Tiwi Land Council
- Torres Strait Regional Authority (TSRA)
- Township Leasing

## Department of Finance and Deregulation

### Minister
- Minister Assisting on Deregulation
- Minister for Finance and Deregulation
- Special Minister of State

### Ministerium
- Department of Finance and Deregulation
- Department of Human Services

### Weitere Geschäftsbereiche
- Finance
  - Albury-Wodonga Development Corporation
  - Australian Electoral Commission
  - Australian Government Employees Superannuation Trust
  - Australian Industry Development Corporation
  - Australian Political Exchange Council
  - Australian Procurement and Construction Ministerial Council
  - Australian Reward Investment Alliance
  - Australian River Co. Limited
  - Chief Information Officer Committee
  - Commonwealth Superannuation Administration (ComSuper)
  - CSS Board
  - Future Fund Management Agency
  - Medibank Private Ltd
  - Parliamentary Budget Office
  - Parliamentary Retiring Allowances Trust
  - PSS Board

## Department of Foreign Affairs and Trade

### Minister
- Minister for Foreign Affairs
- Minister für Trade
- Parliamentary Secretary for Pacific Island Affairs
- Parliamentary Secretary for Trade

### Ministerium
- Department of Foreign Affairs and Trade

### Weitere Geschäftsbereiche
- Australian Agency for International Development (AusAID)
- Australian Centre for International Agricultural Research
- Australian Secret Intelligence Service
- Australian Trade Commission (Austrade)
- Export Finance and Insurance Corporation
- Trade Policy Advisory Council

## Department of Health and Ageing

### Minister
- Minister for Health and Ageing
- Minister for Indigenous Health
- Minister for Mental Health and Ageing

### Ministerium
- Department of Health and Ageing

### Weitere Geschäftsbereiche
- Acute Care Advisory Committee
- Aged Care Planning Advisory Committees
- Aged Care Residential Classification Scale (RCS) Review Team
- Aged Care Risk Management Team and Complaints Management Team
- Aged Care Standards and Accreditation Agency Ltd
- Australian Community Pharmacy Authority
- Australian Council for Safety and Quality in Health Care
- Australian Health Ministers Advisory Committee Working Party on Highly Specialised Drugs
- Australian Health Ministers' Advisory Council
- Australian Health Ministers' Conference
- Australian Institute of Health and Welfare
- Australian National Council on AIDS, Hepatitis C and Related Diseases
- Australian National Council on Drugs
- Australian Organ and Tissue Donation and Transplantation Authority
- Australian Pharmaceutical Advisory Council
- Australian Pharmaceutical Advisory Council (APAC) Subcommittee on Intentional Misuse of Pharmaceutical Drugs (APACIMP)
- Australian Radiation Protection and Nuclear Safety Agency
- Australian Screening Advisory Committee
- Australian Technical Advisory Group on Immunisation
- Communicable Diseases Network Australia New Zealand
- enHealth Council
- Food Standards Australia New Zealand
- Health and Community Services Ministerial Council
- Hearing Services Consultative Committee
- Intergovernmental Committee on AIDS, Hepatitis C and Related Diseases (IGCAHRD)
- Intergovernmental Committee on Drugs
- Measles Elimination Advisory Committee
- Medical Services Advisory Committee
- Methadone and Other Treatment Subcommittee
- Ministerial Council on Drug Strategy
- Monitoring and Evaluation Coordination Committee
- National Aboriginal and Torres Strait Islander Health Council
- National Advisory Council on Suicide Prevention
- National Blood Authority
- National Breast Cancer Foundation
- National Disaster Relief (Health) Committee
- National Drug Research Strategy Committee
- National Drug Strategy Reference Group for Aboriginal and Torres Strait Islander Peoples
- National Expert Advisory Committee on Alcohol
- National Expert Advisory Committee on Illicit Drugs
- National Expert Advisory Committee on School Drug Education
- National Expert Advisory Committee on Tobacco
- National Expert Advisory Group on Safety and Quality in Australian Health Care
- National Health and Medical Research Council
- National Immunisation Committee
- National Pathology Accreditation Advisory Council
- National Public Health Partnership
- Pharmaceutical Benefits Advisory Committee
- Pharmaceutical Benefits Pricing Authority
- Pharmaceutical Benefits Remuneration Tribunal
- Pharmaceutical Health and Rational Use of Medicines Committee
- Private Health Insurance Administration Council
- Private Health Insurance Ombudsman
- Professional Services Review
- Radiation Health and Safety Advisory Council
- Rural Health Support, Education and Training Program Committee
- Taskforce on Diabetes
- Therapeutic Goods Administration

## Department of Human Services

### Minister
- Minister for Human Services

### Ministerium
- Human Services

### Weitere Geschäftsbereiche
- Australian Hearing
- Centrelink
- Child Support Agency
- CRS Australia
- Medicare Australia

## Department of Immigration and Citizenship

### Minister
- Minister for Immigration and Citizenship
- Parliamentary Secretary for Immigration and Citizenship

### Ministerium
- Department of Immigration and Citizenship

### Weitere Geschäftsbereiche
- Migration Agents Registration Authority
- Migration Review Tribunal
- Refugee Review Tribunal

## Department of Infrastructure and Transport

### Minister
- Minister for Infrastructure and Transport
- Parliamentary Secretary for Infrastructure and Transport

### Ministerium
- Department of Infrastructure and Transport
  - AusLink
  - Australian Transport Safety Bureau
  - Bureau of Transport and Regional Economics (BTRE)
  - Office of Transport Security

### Weitere Geschäftsbereiche
- Airservices Australia
- Australian Maritime Safety Authority
- Australian Motor Vehicle Certification Board
- Australian Rail Track Corporation
- Australian Transport Council
- Australian Transport Safety Bureau
- Civil Aviation Safety Authority
- International Air Services Commission
- Local Government and Planning Ministers' Council
- National Marine Safety Committee
- National Transport Commission
- Regional Development Council
- Standing Committee on Regional Development
- Standing Committee on Transport

## Department of Innovation, Industry, Science and Research

### Minister
- Minister for Innovation, Industry, Science and Research
- Minister for Small Business

### Ministerium
- Department of Innovation, Industry, Science and Research

### Weitere Geschäftsbereiche
- Advisory Council on Intellectual Property
- Australian Institute of Aboriginal and Torres Strait Islander Studies
- Australian Institute of Marine Science
- Australian Nuclear Science and Technology Organisation
- Australian Research Council
- Commonwealth Scientific and Industrial Research Organisation
- Cooperative Research Centres Committee
- Innovation Australia
- IP Australia
- Questacon---The National Science and Technology Centre
- Oceans Policy Science Advisory Group
- Plant Breeder's Rights Advisory Committee
- Pooled Development Funds Registration Board
- Professional Standards Board for Patent and Trade Marks Attorneys
- Tourism Australia
- Tourism Ministers' Council

## Department of Prime Minister and Cabinet

### Minister
- Minister for Regional Australia, Regional Development and Local Government
- Minister for the Arts
- Minister for Privacy and Freedom of Information
- Minister for Social Inclusion
- Minister for Sport
- Prime Minister
- Special Minister of State for the Public Service and Integrity

### Ministerium
- Department of the Prime Minister and Cabinet

### Weitere Geschäftsbereiche bodies
- Australia Council
- Australian Film Television and Radio School
- Australian Institute of Family Studies
- Australian National Audit Office
- Australian National Maritime Museum
- Australian Public Service Commission
- Bundanon Trust
- Commonwealth Ombudsman
- Inspector-General of Intelligence and Security
- Management Advisory Committee
- National Archives of Australia
- National Australia Day Council
- National Gallery of Australia
- National Museum of Australia
- Official Establishments Trust
- Office of National Assessments
- Museum of Australian Democracy
- Playing Australia Committee

## Department of the Resources and Energy and Tourism

### Minister
- Minister Assisting the Minister for Tourism
- Minister for Resources and Energy
- Minister for Tourism

### Ministerium
- Department of Resources, Energy and Tourism

### Weitere Geschäftsbereiche
- ANZLIC -- The Spatial Information Council
- Geoscience Australia
- Ministerial Council on Mineral and Petroleum Resources
- National Offshore Petroleum Safety Authority
- Tourism Australia
- Tourism Ministers' Council

## Department of the Sustainability, Environment, Water, Population and Communities

### Minister
- Minister for Sustainability, Environment, Water, Population and Communities
- Parliamentary Secretary for Sustainability and Urban Water

### Ministerium
- Department of Sustainability, Environment, Water, Population and Communities

### Weitere Geschäftsbereiche
- Antarctic Animal Ethics Committee
- Antarctic Ethics Committee (Human Experimentation)
- Antarctic Research Assessment Committees (ARACs)
- Antarctic Science Advisory Committee
- Australia--Netherlands Committee on Old Dutch Shipwrecks
- Australian Antarctic Names and Medals Committee
- Australian Heritage Council
- Bureau of Meteorology
- Environment Protection and Heritage Council
- Great Barrier Reef Consultative Committee
- Great Barrier Reef Marine Park Authority
- Great Barrier Reef Ministerial Council
- Great Barrier Reef Structural Adjustment Package Technical Advisory Committee
- Hazardous Waste Technical Group
- National Cultural Heritage Committee
- National Environment Protection Council
- National Environmental Education Council
- National Water Commission
- New South Wales World Heritage Properties Ministerial Council
- Office of the Renewable Energy Regulator
- Science Program Management Committee
- State of the Environment Committee 2006
- Stockholm Intergovernmental Forum
- Sydney Harbour Federation Trust
- Tasmanian Wilderness World Heritage Area Ministerial Council
- Threatened Species Scientific Committee
- Wet Tropics Ministerial Council

## Department of Treasury

### Minister
- Assistant Treasurer
- Minister for Financial Services and Superannuation
- Parliamentary Secretary to the Treasurer
- Treasurer

### Ministerium
- Department of the Treasury
  - Royal Australian Mint

### Weitere Geschäftsbereiche
- Australian Accounting Standards Board
- Australian Bureau of Statistics
- Australian Competition and Consumer Commission
- Australian Competition Tribunal
- Australian Loan Council
- Australian Office of Financial Management
- Australian Prudential Regulation Authority
- Australian Securities and Investments Commission
- Australian Statistics Advisory Council
- Australian Taxation Office
- Commonwealth Consumer Affairs Advisory Council
- Commonwealth Grants Commission
- Companies Auditors and Liquidators Disciplinary Board
- Corporations and Markets Advisory Committee
- Financial Reporting Council
- Financial Sector Advisory Council
- Foreign Investment Review Board
- Inspector-General of Taxation
- Life Insurance Actuarial Standards Board
- Ministerial Council for Corporations
- Ministerial Council on Consumer Affairs
- National Competition Council
- Productivity Commission
- Reserve Bank of Australia
- Superannuation Complaints Tribunal